# BMW Concept CS
Der Concept CS ist ein im Jahr 2007 veröffentlichtes Konzeptfahrzeug des Autoherstellers BMW. Es handelt sich dabei um einen sportlichen Viertürer, in den BMW eine Vielzahl an Innovationen einbrachte, wie zum Beispiel Türgriffe, die ausfahren, sobald sie Bewegung erkennen. Die Karosserie besteht aus Kunststoff, hat jedoch ein Aussehen wie Aluminium. Wie bei allen anderen BMW-Modellen ist ein Hofmeister-Knick zu sehen. Mitbeteiligt am Design des Fahrzeugs war Adrian van Hooydonk. Zum Antrieb hat BMW keine Angaben gemacht, spekuliert wurde jedoch über den Fünfliter-V10-Motor BMW S85 des BMW M5 (E60) mit 373 kW.
Der CS läutet eine neue Designlinie in der Oberklasse bei BMW ein, so wurden Gestaltungselemente des CS für den 7er (F01) und insbesondere für das 6er Gran Coupé (F06) übernommen.

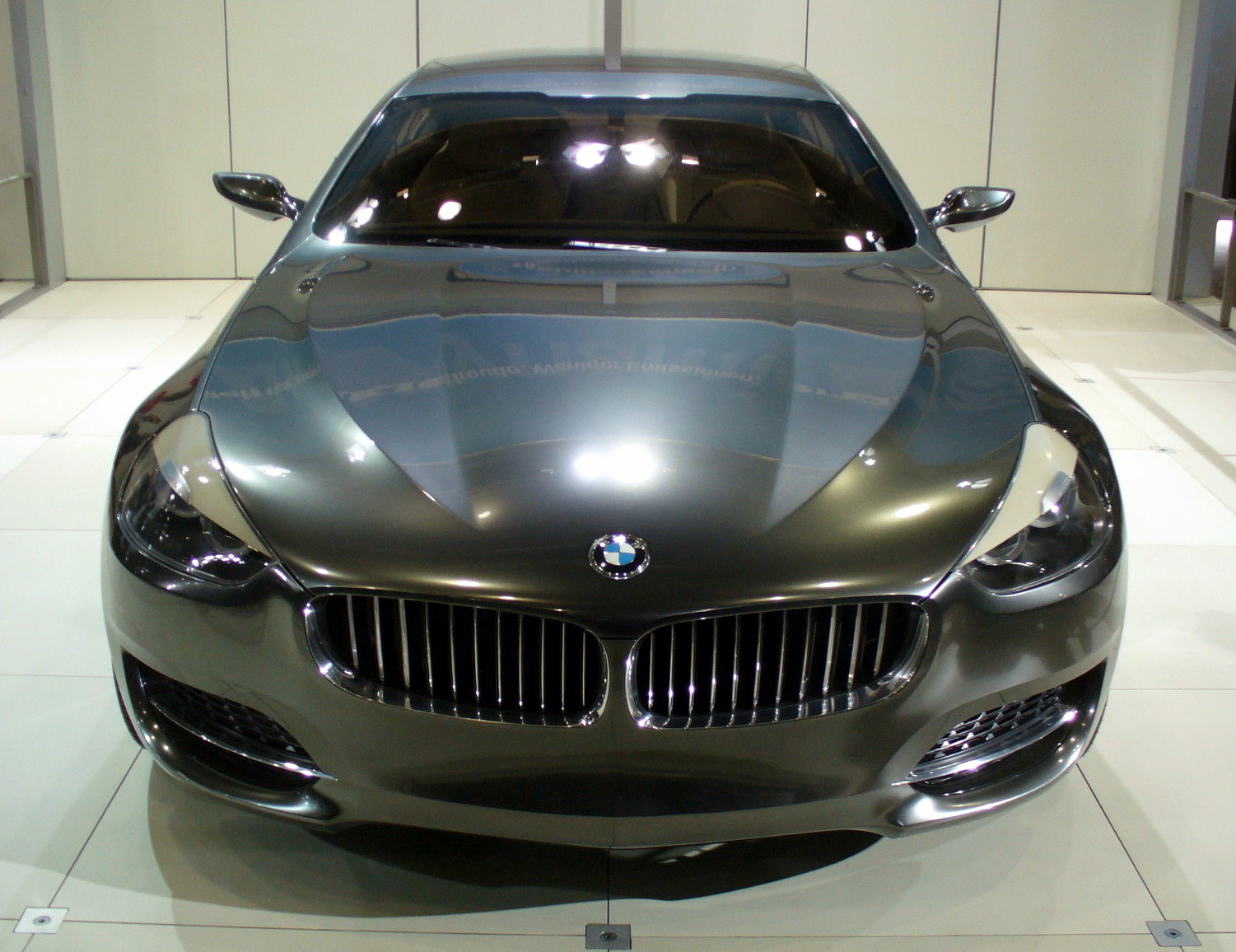
Frontansicht
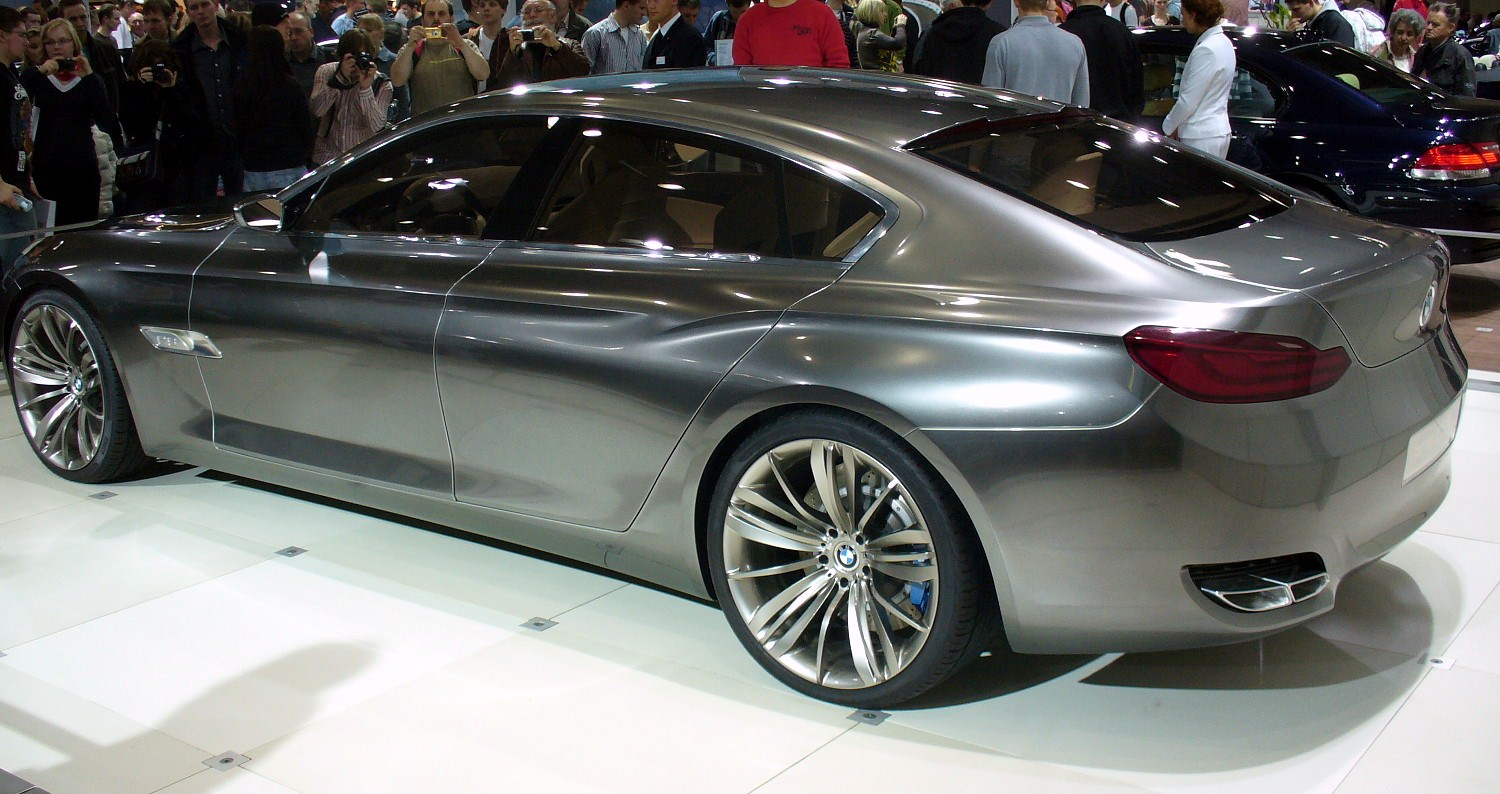
Heckansicht